# Robby Foley
Robby Foley (né le 20 juillet 1996) à Randolph aux États-Unis est un pilote de course automobile de nationalité américaine. Il participe, au volant de voitures de Grand tourisme à des championnats tels que le Championnat du monde d'endurance, le WeatherTech SportsCar Championship, le Michelin Pilot Challenge, le GT World Challenge America et l'International GT Open.

## Carrière

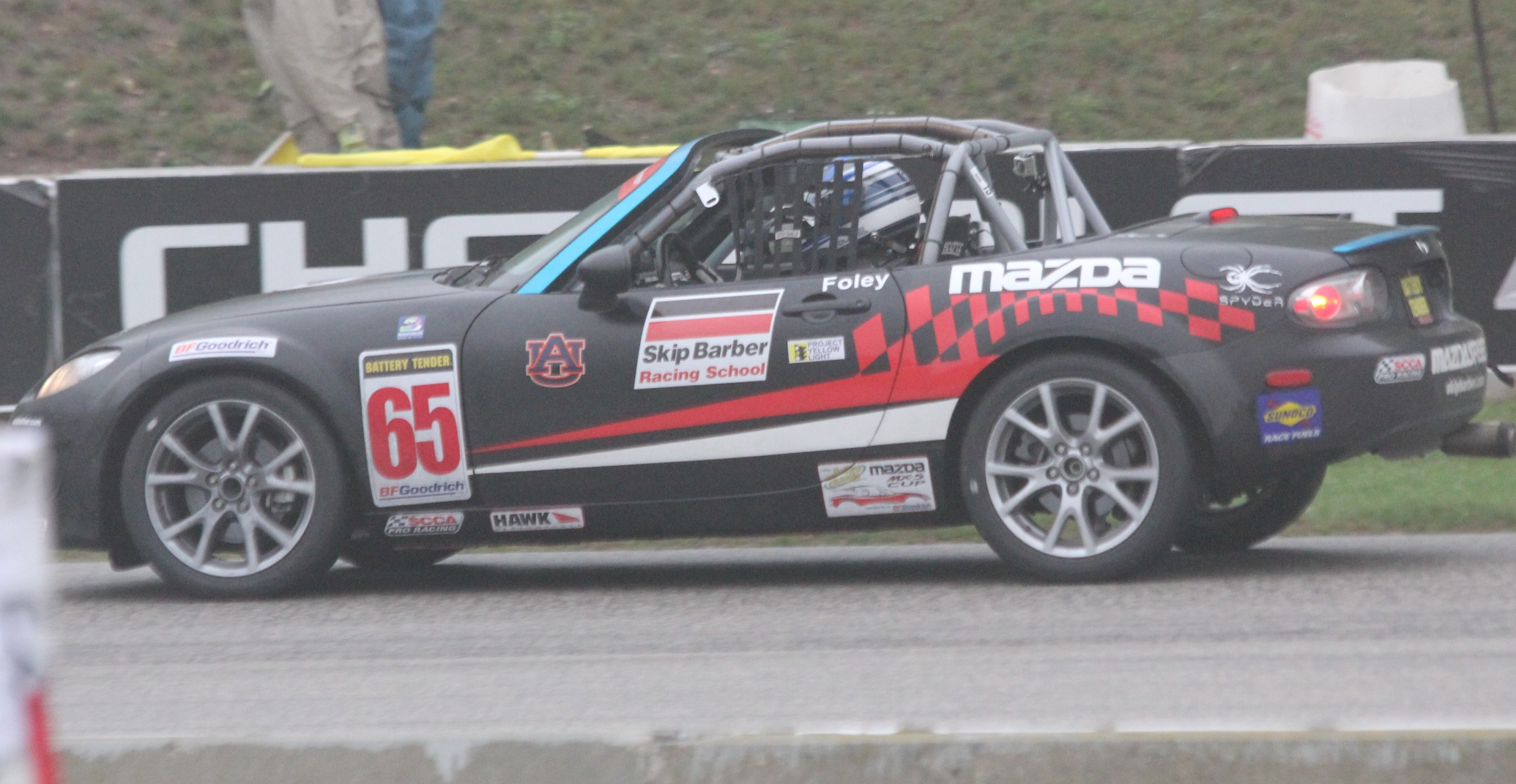
Robby Foley au volant d'une Mazda MX-5 en 2015

Élevé à Randolph, dans le New Jersey, la carrière de Robby Foley dans le sport automobile débute en 2010 à la suite de blessures graves subies lors d'un match de football alors qu'il fréquente l'école secondaire Randolph. Ces blessures comprennent un LCF et un LCA déchirés, une fracture du tibia, du péroné et de la cheville, aux côtés de lésions nerveuses, ce qui conduit ses médecins à envisager d'amputer la jambe affectée. L'année suivante, Foley fréquente la Skip Barber Racing School. Après avoir remporté la classe Skip Barber de la Global MX-5 Cup 2015, Robby Foley reçoit une bourse de 100 000 $ de la part de Mazda, lui permettant ainsi de participer à une saison complète avec Atlanta Motorsports Group en 2016. 
En 2017, Robby Foley, en plus de sa participation au championnat Global MX-5 Cup, fait ses débuts en IMSA Prototype Challenge afin de participer à quelques manches du championnat au sein de l'écurie P1 Motorsports et au volant d'une Ligier JS P3,,.
En 2018, Robby Foley continue son engagement au sein de l'écurie P1 Motorsports dans le championnat IMSA Prototype Challenge et participe à quelques manches au volant d'une des Ligier JS P3 de l'écurie. L'écurie P1 Motorsports étant également impliquée dans le championnat WeatherTech SportsCar Championship dans la catégorie GTD en y faisant rouler une Mercedes-AMG GT3, Robbu Foley a l'occasion de participer à ses premiers 24 Heures de Daytona. Cette première expérience est positive pour Robby Foley car sa voiture boucle l'épreuve et il est le détenteur du tour en piste en course le plus rapide dans la catégorie GTD. À la suite de cette première expérience dans le championnat WeatherTech SportsCar Championship, Robby Foley rejoint l'écurie Turner Motorsport à partir de la manche de Belle Isle. Robby Foley participe également à quelques manches du championnat Pirelli World Challenge au sein de l'écurie Flying Lizard Motorsports.

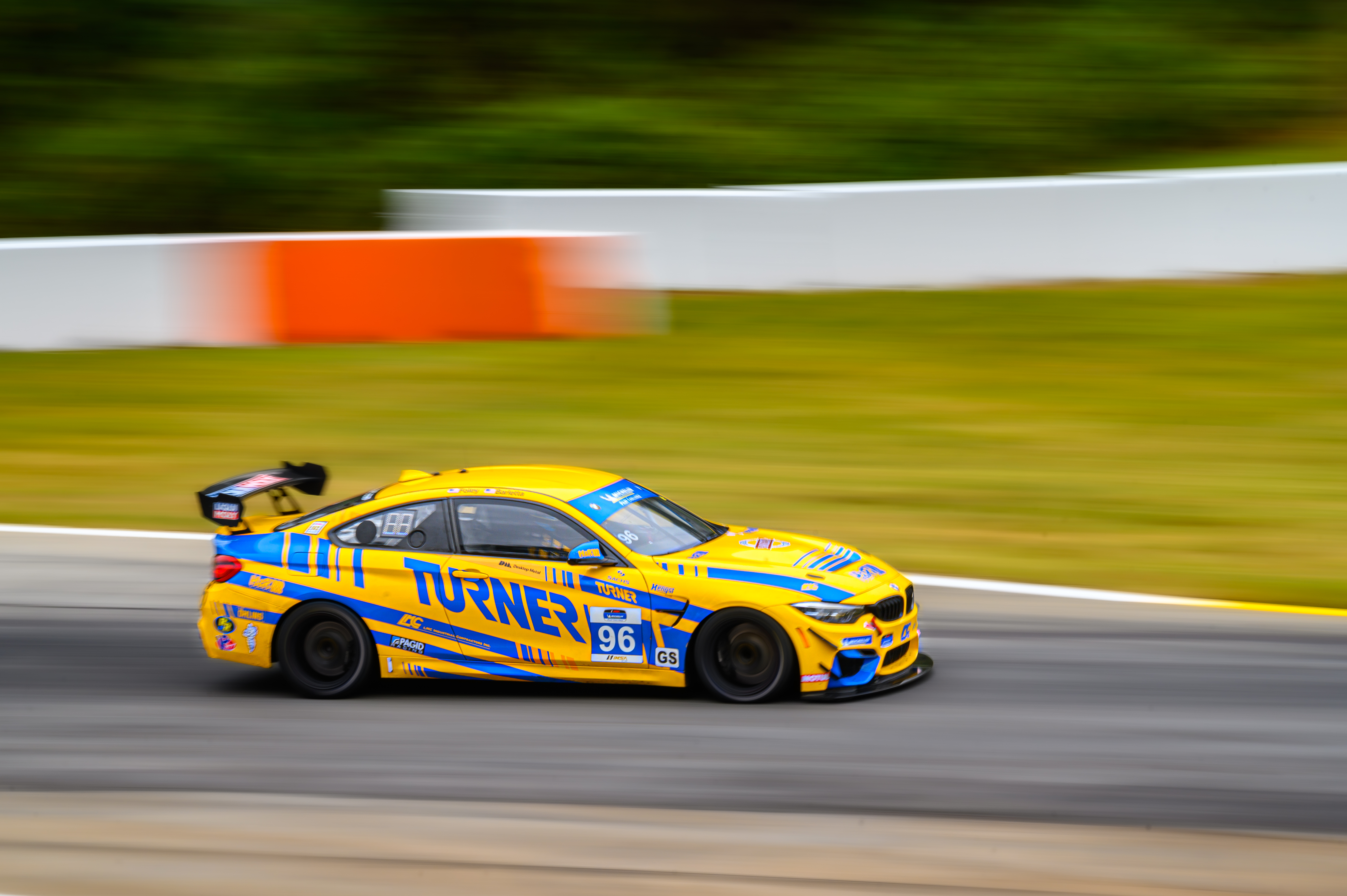
Robby Foley aux mains de la BMW M6 GT3 de l'écurie Turner Motorsport lors des Petit Le Mans

En 2019, Robby Foley s'engage pour l'intégralité du championnat WeatherTech SportsCar Championship avec l'écurie Turner Motorsport. Lors de cette saison, Robby Foley remporte sa première victoire IMSA au Canadian Tire Motorsports Park en juillet 2019. La saison se finit avec une victoire au Petit Le Mans. Il peut ainsi marquer 262 points lors de cette saison et cela lui permet de finir le championnat pilote dans la catégorie en 2e position. Robby Foley, toujours pour le compte de l'écurie Turner Motorsport, avait participe également au championnat IMSA Pilot Challenge au volant d'une BMW M4 GT4. Comme la saison précédente, Robby Foley pilote également pour l'écurie américaine Flying Lizard Motorsports, mais cette fois ci dans le championnat GT4 America Series au volant d'une Porsche 718 Cayman CS MR.
En 2020, comme la saison précédente, Robby Foley s'engage pour l'intégralité du championnat WeatherTech SportsCar Championship avec l'écurie Turner Motorsport. Comme la saison précédente, il gagne deux courses, les GT Challenge at VIR ainsi que le Grand Prix automobile de Charlotte et finit 2e au Monterey Grand Prix et 3e au Grand Prix automobile de Sebring. Il peut ainsi marquer 256 points lors de cette saison et cela lui permet de finir le championnat pilote dans la catégorie en 5e position. C'est dans le championnat GT4 America Series, avec l'écurie Flying Lizard Motorsports, que Robby Foley brille le plus, car lors de ce championnat, il remporte six victoires au volant d'une Aston Martin Vantage AMR GT4 et cela lui permet de remporter le titre pilote.
En 2021, comme les deux saisons précédentes, Robby Foley s'engage pour l'intégralité du championnat WeatherTech SportsCar Championship avec l'écurie Turner Motorsport. Comme les saisons précédentes, il gagne deux courses, les Sports Car Challenge at Mid-Ohio ainsi que les 6 Heures de Watkins Glen et finit 2e au Road Race Showcase. Il peut ainsi marquer 2 880 points lors de cette saison et cela lui permet de finir le championnat pilote dans la catégorie en 5e position. Robby Foley participe également pour la première fois au championnat International GT Open avec l'écurie britannique TF Sport au volant d'une Aston Martin Vantage AMR GT3,. Pour la première fois de sa carrière, il a également l'occasion de participer aux 24 Heures du Mans au sein de l'écurie allemande Team Project 1 au volant d'une Porsche 911 RSR-19.

## Palmarès

### Résultats aux24 Heures du Mans
| Année | Écurie         | Copilotes                     | Voiture            | Classe   | Tours | Pos. | Class Pos. |
| ----- | -------------- | ----------------------------- | ------------------ | -------- | ----- | ---- | ---------- |
| 2021  | Team Project 1 | Dennis Olsen Anders Burchardt | Porsche 911 RSR-19 | LMGTE Am | 138   | Abd. | Abd.       |

### Résultats aux24 Heures de Daytona
| Année | Écurie            | Copilotes                                     | Voiture          | Classe | Tours | Pos. | Class Pos. |
| ----- | ----------------- | --------------------------------------------- | ---------------- | ------ | ----- | ---- | ---------- |
| 2018  | P1 Motorsports    | Kenton Koch JC Perez Loris Spinelli (pl)      | Mercedes-AMG GT3 | GTD    | 741   | 32e  | 12e        |
| 2019  | Turner Motorsport | Bill Auberlen Dillon Machavern Jens Klingmann | BMW M6 GT3       | GTD    | 560   | 26e  | 10e        |
| 2020  | Turner Motorsport | Jens Klingmann Dillon Machavern Bill Auberlen | BMW M6 GT3       | GTD    | 763   | 23e  | 6e         |
| 2020  | Turner Motorsport | Bill Auberlen Colton Herta Aidan Read         | BMW M6 GT3       | GTD    | 744   | 27e  | 6e         |

### Résultats enChampionnat du monde d'endurance
| Année | Écurie         | Châssis            | Moteur                    | Classe   | 1   | 2   | 3   | 4        | 5   | 6   | Position | Points |
| ----- | -------------- | ------------------ | ------------------------- | -------- | --- | --- | --- | -------- | --- | --- | -------- | ------ |
| 2021  | Team Project 1 | Porsche 911 RSR-19 | Porsche 4,0 L Flat-6 Atmo | LMGTE Am | SPA | POR | MNZ | LMS Abd. | BHR | BHR |          | 0      |

### Résultats enWeatherTech SportsCar Championship
| Année | Écurie            | Châssis          | Moteur                          | Classe | 1      | 2      | 3      | 4      | 5     | 6      | 7      | 8     | 9      | 10     | 11     | 12     | 13     | Position | Points |
| ----- | ----------------- | ---------------- | ------------------------------- | ------ | ------ | ------ | ------ | ------ | ----- | ------ | ------ | ----- | ------ | ------ | ------ | ------ | ------ | -------- | ------ |
| 2018  | P1 Motorsports    | Mercedes-AMG GT3 | Mercedes-AMG M159 4,4 l V8 Atmo | GTD    | DAY 12 | SEB    | MOH    |        |       |        |        |       |        |        |        |        |        | 14e      | 153    |
| 2018  | Turner Motorsport | BMW M6 GT3       | BMW P63 4,4 l V8 Turbo          | GTD    |        |        |        | BEL 7  | WGL   | MOS 11 | LIM 10 | ELK 4 | VIR 10 | LGA 12 | ATL    |        |        | 14e      | 153    |
| 2019  | Turner Motorsport | BMW M6 GT3       | BMW P63 4,4 l V8 Turbo          | GTD    | DAY 9  | SEB 13 | MOH 15 | BEL 10 | WGL 2 | MOS 1  | LIM 3  | ELK 3 | VIR 11 | LGA 7  | ATL 1  |        |        | 2e       | 262    |
| 2020  | Turner Motorsport | BMW M6 GT3       | BMW P63 4,4 l V8 Turbo          | GTD    | DAY 6  | DAY 8  | SEB 3  | ELK 7  | VIR 1 | ATL 11 | MOH 11 | CLT 1 | ATL 9  | LGA 2  | SEB 11 |        |        | 5e       | 256    |
| 2021  | Turner Motorsport | BMW M6 GT3       | BMW P63 4,4 l V8 Turbo          | GTD    | DAY 1  | DAY 6  | SEB 8  | MOH 1  | BEL 8 | WGL 1  | WGL 12 | LIM 5 | ELK 2  | LGA 4  | LBH 16 | VIR 12 | ATL 10 | 5e       | 2880   |